# Бадалян, Гарник Жораевич
Гарник Жораевич Бадалян (арм. Գառնիկ Բադալյան, 1 июня 1950, село Агарцин Дилижан) — армянский политический и государственный деятель.
- 1972 — окончил Ереванский политехнический институт, специальность — инженер электронной техники.
- 1972—1980 — работал ведущим инженером в НИИ «Агат».
- 1980—1982 — руководитель группы во Всесоюзном НИИ АЭС.
- 1982—1998 — работал начальником отдела, заместителем директора, директором республиканского информационно-вычислительного центра министерства промышленности и торговли.
- 1998—1999 — исполнительный директор АООТ «Инфофайл», заместитель начальника управления сертификации, метрологии и стандартизации при правительстве Армении.
- 16 ноября 2000 — избран депутатом парламента. Член постоянной комиссии по финансово-кредитным, бюджетным и экономическим вопросам. Член совета «РПА».
- 25 мая 2003 — вновь избран депутатом. Член «РПА», после чего назначен заместителем министра торговли и промышленности Армении.